# Heraldine Rock
Ives Heraldine "Ma" Rock (nhũ danh Gajadhar) (28 tháng 7 năm 1933 – 31 tháng 8 năm 2012) là một nhà giáo dục và chính trị gia người Saint Lucia.
bà làm nhân viên quan hệ bàng chúng của Hiệp hội những người trồng chuối St. Lucia nhưng đã từ chức năm 1964 để tham gia chính trường. Bà được bầu làm phó chủ tịch đầu tiên của Đảng bàng nhân Thống nhất. Trong cuộc bầu cử quốc hội vào tháng 6 năm 1964, bà là ứng cử viên thua cuộc cho South Castries. Cuối năm đó, bà đã giành được một vị trí trong Hội đồng quản trị thị trấn Castries. bà trở thành người phụ nữ đầu tiên nắm giữ chức vụ chính trị ở Saint Lucia khi đánh bại George Odlum để giành ghế quốc hội ở Castries South East năm 1974.
Sau đó, bà trở thành người phụ nữ đầu tiên làm bộ trưởng chính phủ với tư cách là Bộ trưởng Bộ Nhà ở, Phát triển Cộng đồng, Chính quyền Địa phương và Xã hội từ năm 1974 đến 1980.
Bà quyết định không tham gia cuộc tổng tuyển cử vào năm 1982, nhưng khi Đảng bàng nhân Thống nhất giành chiến thắng trong cuộc bầu cử năm 1982 đã được chỉ định làm thượng nghị sĩ về phía chính phủ cho đến năm 1987. Sau đó, bà phục vụ trong nhiều ban tư nhân và bàng cộng bao gồm cả Ban Giám đốc Dịch vụ điện St. Lucia và Cơ quan kiểm soát phát triển. Rock phục vụ như một bàng lý Hòa bình (Juge de Paix) từ năm 1965 và được đầu tư với tư cách là Thành viên của Huân chương Anh (MBE).